# ニード手島
ニード手島（ニードてじま、1980年10月23日 - ）は、日本のプロレスのレフェリー。身長166cm。体重84kg 出身地は日本各地（試合会場によって変化する）。本名は非公開。

## 経歴
2003年10月26日、春日部インディーズアリーナのヒューマントーチ対ティエラ・ビエンド・イ・フェゴ戦でデビュー。その後、フリーとしてKAIENTAI DOJOで活動していた。
2007年2月3日、はやてが旗揚げしたレスリングドリーマーズのレフェリー兼コミッショナーを務めていた。
2013年9月21日、ドリーマーズが解散。
2020年1月1日、TTTプロレスリングに入団。

## テレビ出演
- プロレスKING（GAORA）